# Mui Ching Yeung
Mui Ching Yeung (* 8. März 1993) ist ein Hürdenläufer aus Hongkong, der sich auf die 110-Meter-Distanz spezialisiert hat.

## Sportliche Laufbahn
Erste internationale Erfahrungen sammelte Mui Ching Yeung bei den Juniorenasienmeisterschaften 2012 in Colombo, bei denen er mit 14,68 s in der ersten Runde ausschied. Auch bei den anschließenden Juniorenweltmeisterschaften in Barcelona erfolgte das Aus in der ersten Runde mit 14,38 s. 2019 wurde er bei den Asienmeisterschaften in Doha in 13,96 s Achter und 2023 schied er bei den Asienmeisterschaften in Bangkok mit 14,38 s im Vorlauf aus. Auch bei den Asienspielen in Hangzhou verpasste er mit 14,04 s den Finaleinzug.
In den Jahren 2016 und 2022 wurde Mui Hongkonger Meister im 100-Meter-Hürdenlauf.

## Persönliche Bestzeiten
- 110 m Hürden: 13,77 s (+0,5 m/s), 28. März 2019 in Singapur
  - 60 m Hürden (Halle): 8,03 s, 17. Dezember 2022 in Astana